# Music from Big Pink
1968. július 1-jén jelent meg a The Band Music from Big Pink című bemutatkozó albuma. Ezen hallható egyik legismertebb daluk, a The Weight.

## Fogadtatása
Nyers hangzása, szokatlan hangszerelése, a rock és a folk különleges elegyítése miatt a Music from Big Pinket a The Band egyik legjobb albumának tartják (az 1969-es The Banddel együtt).
Az album megjelenése előtt a Band (The Hawks néven) Bob Dylan kísérőzenekara volt Dylan 1966-os turnéján. 1967-ben a New York állambeli Woodstock közelében lévő Saugertiesben közös házban éltek Dylannel, mely rózsaszínűre volt festve; innen ered az album címe. Ennek a háznak pincéjében készültek a jogi problémák miatt (Bob Dylan a CBS-szel állt szerződésben, a Band pedig a Capitollel) csak 1975-ben megjelent, de kalózlemezeken és -szalagokon már korábban elterjedt The Basement Tapes dalai is.
A Music From Big Pink kereskedelmi szempontból közepes sikert aratott, ám kritikai visszhangja rendkívül kedvező volt. A figyelmet leginkább az irányította rá, hogy három dalban maga Bob Dylan is közreműködött, mint dalszerző.
Az album leghíresebb száma, a The Weight a Billboard's Hot 100 kislemezlistáján a 63. helyet érte el. Maga az album a Billboard listáján 1968-ban a 30. lett. A The Weight – nem túl fényes helyezése ellenére – nagy népszerűségre tett szert, ami nem utolsósorban a Szelíd motorosok című filmnek köszönhető. Ismét csak jogi problémák miatt ez dal végül is nem a The Band előadásában került fel a film zenéjét tartalmazó albumra.
A Music from Big Pink 2003-ban a Rolling Stone magazin Minden idők 500 legjobb albumának listája szavazásán a 34. helyet érte el. Szerepel az 1001 lemez, amit hallanod kell, mielőtt meghalsz című könyvben.
Az album nyugodt, visszafogott hangzása több zenész figyelmét is felkeltette. Eric Clapton az album „ősrock” stílusának tulajdonítja azt, hogy a Cream feloszlatása mellett döntött. Az album a Blind Faith, a Delaney, Bonnie & Friends és Clapton első albumának stílusára is nagy hatást gyakorolt.

## Az album dalai
|     | Cím                  | Szerző(k)                   | Hossz |
| --- | -------------------- | --------------------------- | ----- |
| 1.  | Tears of Rage        | Bob Dylan, Richard Manuel   | 5:23  |
| 2.  | To Kingdom Come      | Robbie Robertson            | 3:22  |
| 3.  | In a Station         | Richard Manuel              | 3:34  |
| 4.  | Caledonia Mission    | Robbie Robertson            | 2:59  |
| 5.  | The Weight           | Robbie Robertson            | 4:38  |
| 6.  | We Can Talk          | Richard Manuel              | 3:06  |
| 7.  | Long Black Veil      | Marijohn Wilkin, Danny Dill | 3:06  |
| 8.  | Chest Fever          | Robbie Robertson            | 5:18  |
| 9.  | Lonesome Suzie       | Richard Manuel              | 4:04  |
| 10. | This Wheel's on Fire | Rick Danko, Bob Dylan       | 3:14  |
| 11. | I Shall Be Released  | Bob Dylan                   | 3:19  |

## Közreműködők
- Rick Danko – ének, basszusgitár, hegedű
- Levon Helm – ének, dob, ütőhangszerek, akusztikus gitár
- Garth Hudson – orgona, zongora, clavinet, szoprán- és tenorszaxofon
- Richard Manuel – ének, zongora, orgona, dob
- Robbie Robertson – ének, gitár, billentyűs hangszerek
- John Simon – bariton, tenorszaxofon, zongora

### Produkció
- Don Hahn – hangmérnök
- Tony May – hangmérnök
- Shelly Yakus – hangmérnök
- Bob Dylan – a borítón lévő festmény
- Elliott Landy – fényképek
- John Simon – producer